# Вилпијано (Болцано)
Вилпијано је насеље у Италији у округу Болцано, региону Трентино-Јужни Тирол.
Према процени из 2011. у насељу је живело 651 становника. Насеље се налази на надморској висини од 260 м.